# 三柿野站
三柿野站（日语：／ Mikakino eki */?）是位於岐阜縣各務原市蘇原三柿野町，名古屋鐵道（名鐵）的各務原線車站。車站編號為KG06。

## 歷史
- 1926年（大正15年）
  - 1月21日 - 各務原鐵道安良田站（位於名鐵岐阜站至田神站之間的車站，現已廢止）至此站開通，此站啟用，當時名為補給部前站（日语：／）並距離現時車站位置400米（往岐阜一方）[1]。
  - 7月7日 - 車站改名為各務野站（日语：／，第二代）。本來的「各務野站」改名為「新那加站」[1]。
  - 8月1日 - 各務原鐵道此站至二聯隊前站（現時為名電各務原站）之間開通。
- 1931年（昭和6年）6月27日 - 車站改名為各務補給部前站（日语：／），並遷移車站至現址[1]。
- 1935年（昭和10年）
  - 3月28日 - 各務原鐵道合併至名岐鐵道，成為名岐鐵道車站。
  - 8月1日 - 公司改名為名古屋鐵道，成為名古屋鐵道車站。同時改名為航空廠前站（日语：／）[2]。
- 1938年（昭和13年）12月1日 - 為了反間諜，車站改名為三柿野站（日语：／）[2]。
- 1945年（昭和20年）6月22日 - 各務原空襲（日语：各務原空襲）事件使車站大樓燒毀[3]。
- 2007年（平成19年）3月14日 - 車站可以使用交通儲值卡「Trans Pass（日语：トランパス (交通プリペイドカード)）」。
- 2011年（平成23年）2月11日 - 車站可以使用「manaca」IC卡。
- 2012年（平成24年）2月29日 - 車站不可使用交通儲值卡「Trans Pass」。

## 車站構造

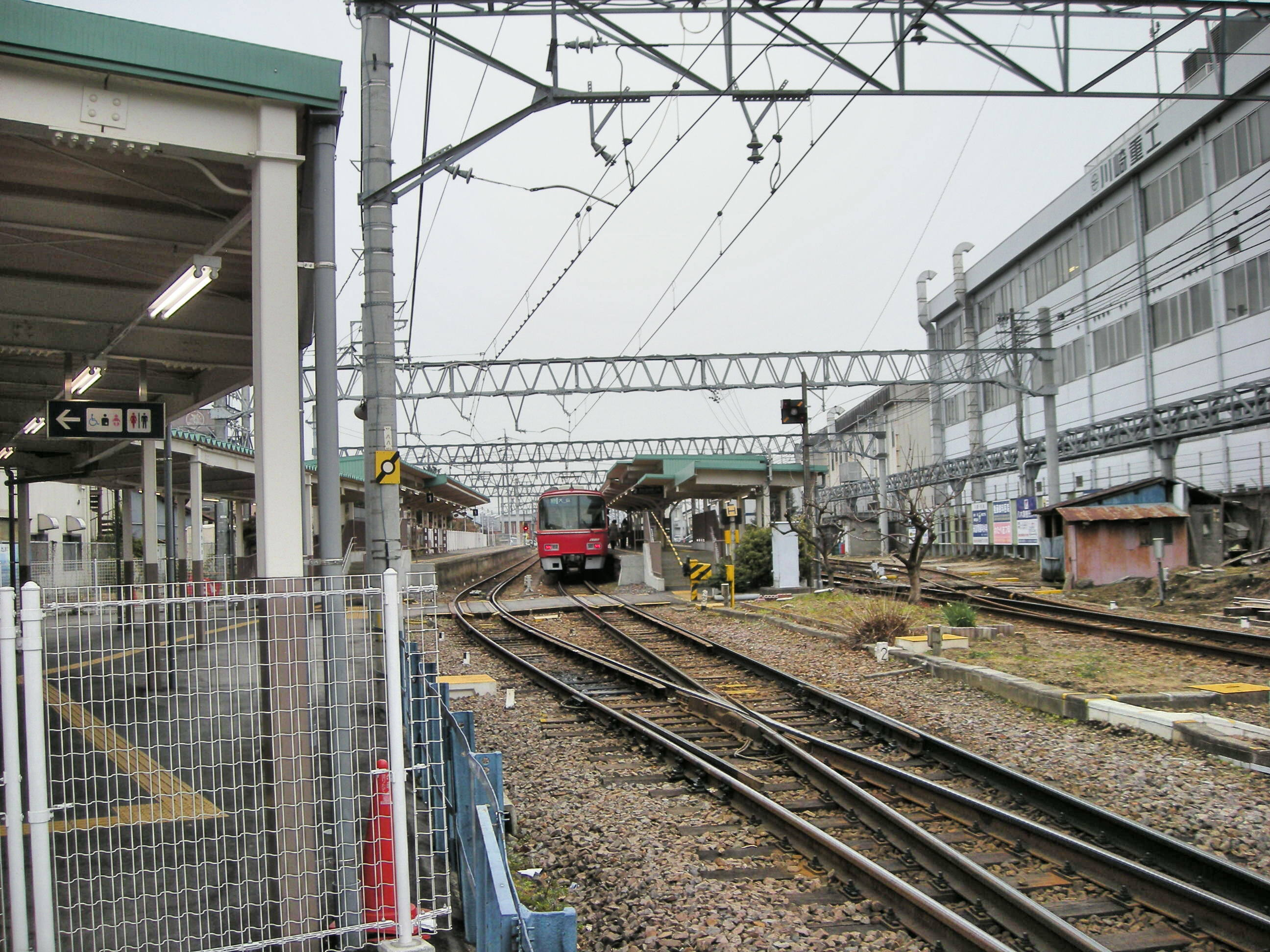
月台

車站為地面車站，設有1面1線的單式月台和1面2線的島式月台，合共2面3線的混合式月台，所有月台均可容納6卡車廂。從北面起為1號（單式）、2號和3號月台（島式）。1號月台可讓名鐵岐阜站方向的列車折返，或出發前往犬山站方向。2號、3號月台分別為下行和上行本線。在各務原線中唯一可折返的中途站（但是如要在犬山站方向折返時，需在3號月台向六軒站出發，直至到達離車站不遠的渡線中才能折返至下行路軌，最後返回車站並進入1或2號月台）。車站為有人車站，閘口位於1號月台近六軒站一方。
此站曾經設有往陸軍各務原飛行場的專用線。而高山本線那加站與各務原線新那加站之間也設有連接線，使可經該連接線和專用線進行貨物運送。在戰後由美軍佔領的時代，使用DED8500形，雖然該機車由美軍専用，但是仍應用於旅客運送服務。
| 月台 | 路線     | 上下行 | 方向         | 備註 |
| ---- | -------- | ------ | ------------ | ---- |
| 1    | 各務原線 | 下行   | 犬山方向     |      |
| 1    | 各務原線 | 上行   | 名鐵岐阜方向 |      |
| 2    | 各務原線 | 下行   | 犬山方向     | 本線 |
| 3    | 各務原線 | 上行   | 名鐵岐阜方向 | 本線 |

### 配線圖
| ← 新那加、 岐阜方向 | 三柿野站 站內配線略圖 | → 新鵜沼、 名古屋方向 |
| 图例 参考文献：     |                       |                       |

## 時間表
在2003年3月時間表修正前，從犬山的列車到達此站後會改變列車類別（犬山站出發時為急行列車，到達到站後變為普通列車，繼續前往岐阜。現時改在新那加站改變列車類別）。現時尾班往岐阜的普通列車在此站改為急行列車。此外，因此此站為各務原線內唯一設有待避線的車站，因此此站會設有急行列車追越普通列車的情況。在現時列車運作中，於平日早上，往吉良吉田的急行列車會讓該站出發的μ-SKY先行。在日間沒有列車追越的情況。在設有臨時列車運行的時候，才可能會有這個情況。

### 折返列車
在早上6時34分，設有一班μ-SKY列車從此站於1號月台出發。只有下行班次（名鐵名古屋站方向），沒有上行班次。在特急運作方面，車輛會從前日於犬山駅方向以不載客列車前往此站。隨後執行在平日早上於6時12分從此站出發的普通列車前往東岡崎（只有一班）。該列車在2011年3月時間表修正前為前往本宿，使用5300系或5700系4卡編成運行。在星期六及假日早上設有於早上7時11分從此站出發往岐阜的1班普通列車。此外，在2008年12月27日時間表修正前，全日設有毎小時1-2往返班次來往此站至名鐵岐阜站之間的普通列車。而過去更有每小時1班來往新岐阜站至此站之間的準急列車。另外，此站為常滑方向的特急列車（後來為高速列車）停車站。

### 航空祭活動
此站鄰近航空自衛隊岐阜基地。在毎年秋季舉行航空祭期間，會有許多愛好者到訪。當日在上午前，通常設有本來從新鵜沼站折返的快速特急、特急、μ-SKY和急行均會延長運輸至此站。使成用航空祭活動中重要的交通工具。此外，在廣見線系統中的急行，其列車的會改為「經犬山站前往岐阜」，設有毎小時4班（廣見線內為普通列車）。現時主要是增加普通列車班次來往三柿野～犬山（岐阜）之間，或在定期列車上增加車廂以對應活動舉行情況。

## 使用狀況
- 在中提及在2013年度，當時1日平均上下車人次為4,915人，在名鐵所有車站（275站）排名第86，各務原線（18站）中排名第3[6]。
- 在中提及在1992年度，當時1日平均上下車人次為4,123人，除岐阜市內線均一車費區間內各站（岐阜市內線、田神線、美濃町線徹明町站至琴塚站之間）外名鐵所有車站（342站）中排名第112，各務原線（18站）中排名第6[7]。
- 根據「岐阜縣統計書」，在2009年度1日平均乘車人次為2,208人。
- 根據各務原市統計資料，在2011年度1日平均乘車人次為2,239人。

雖然車站附近設有JR高山線蘇原站，但是同時設有許多大型公共、大型企業和學術機關設施，而班次上比高山線為多。因此，在各務原線車站內，使用人次僅次於名鐵岐阜站和新鵜沼站。

## 車站周邊
- 蘇原站（JR東海高山本線）
- 川崎重工業航空太空系統公司（日语：川崎重工業航空宇宙システムカンパニー）
- 航空自衛隊岐阜基地（日语：岐阜基地）
- 各務原市民會館（日语：各務原市民会館）
- 岐阜縣立各務原高等學校（日语：岐阜県立各務原高等学校）
- 科技廣場（日语：テクノプラザ (岐阜県)）
- 國道21號

### 巴士
岐阜巴士
- 經各務原高校前、科技廣場、榮町1丁目往東山

岐阜巴士社區
- 經各務原高校前往科技廣場

各務原市接觸巴士
- 經市民會館前、各務原團地、科技廣場往苎瀨町1丁目
- 經產業文化中心、新那加站、河川環境樂園、川島小學前往內藤記念藥品記念館
- 經新那加站、琴丘往產業文化中心
- 經名電各務原站、大伊木、新鵜沼站往JR鵜沼站

## 相鄰車站
名古屋鐵道
  各務原線
□μ-SKY
三柿野（KG06）－新鵜沼（IY17）
□快速急行、■急行
六軒（KG07）－三柿野（KG06）－名電各務原（KG04）
■普通
六軒（KG07）－三柿野（KG06）－二十軒（KG05）

## 相連條目
- 日本鐵路車站列表 Mi

## 外部連結
- 三柿野 - 名古屋鐵道